# Kaninuwa
Kaninuwa, ou Wataluma, é uma língua Malaio-Polinésia falada por cerca de 60 pessoas, sendo majoritária na Ilha Goodenough, Papua-Nova Guiné.

## Escrita
O alfabeto latino para Kaninuwa apresenta 18 letras (Aa, Bb, Dd, Ee, Ff, Gg, Ḡḡ, Ii, Kk, Mm, Nn, Oo, Ss, Tt, Uu, Vv, Ww, Yy) e dois ditongos (bw e fw).